# 중국냉면
중국냉면(中國冷麵)은 한국식 중국 요리이다. 냉면의 일종으로, 얼음 육수에 새우, 해파리, 갑오징어, 오이, 달걀, 당근을 곁들이고, 땅콩 소스와 겨자장을 넣어 먹는다.

## 역사
중국의 찬 비빔국수인 량몐(중국어 간체자: 凉面, 정체자: 凉麵)이나 간반몐(중국어 간체자: 干拌面, 정체자: 乾拌麵)에 한국식으로 찬 국물을 더해 만들어졌다.
1947년 6월 22일 자 《제주신보》에 "중화요리식 냉면"이 처음 등장하며, 1962년 9월 25일 자 《동아일보》에 "중국 냉면으로 저녁을 먹었다"라는 기사가 나오는 것으로 보아, 1960년대에 이미 한국식 중국 요리의 하나로 자리 잡았다고 추정된다. 중국식 비빔국수에 쓰이던 땅콩 소스 대신 한국에서 쉽게 구할 수 있는 미군 부대의 땅콩버터가 쓰이게 되었으며, 1980년대에 호텔 중식당들이 중국냉면을 팔면서 본격적으로 알려졌다.

## 같이 보기
- 히야시추카